# Сила натяжения
Сила натяжения (обычно обозначается {\displaystyle {\vec {T}}}) — тянущая сила, приложенная к концам гибкого, как правило сильно вытянутого тела, например, нити, верёвки, цепи или стержня, и образующая внутри него упругую деформацию и механическое напряжение, связанное с растяжением. На молекулярном уровне сила натяжения, как и другие механические напряжения, обусловлена электромагнитным взаимодействием электронных оболочек атомов. В большинстве случаев натягиваемый объект можно считать безмассовой одномерной опорой, которая передаёт вдоль себя вектор усилия от предмета, закреплённого на одном конце нити, к предмету на другом конце.